# Seznam kostelů v okrese Olomouc
Seznam kostelů v okrese Olomouc

## Existující kostely

### Římskokatolické kostely
| Název                                      | Obrázek                                    | Galerie Commons                                                                                     | Místo                               | Ochrana                                                      | Popis               | Souřadnice |
| ------------------------------------------ | ------------------------------------------ | --------------------------------------------------------------------------------------------------- | ----------------------------------- | ------------------------------------------------------------ | ------------------- | ---------- |
| kostel Božského Srdce Páně                 | kostel Božského Srdce Páně                 | | Bílsko                              | ne                                                           | ...                 |            |
| kostel Božského Srdce Páně                 | kostel Božského Srdce Páně                 | Kategorie „Church of Sacred Heart (Hlubočky)“ na Wikimedia Commons                                  | Hlubočky                            | ne                                                           | ...                 |            |
| kostel Nanebevzetí Panny Marie             | kostel Nanebevzetí Panny Marie             | Kategorie „Church of the Assumption of the Virgin Mary (Hnojice)“ na Wikimedia Commons              | Hnojice                             | ne                                                           | ...                 |            |
| kostel Nanebevzetí Panny Marie             | kostel Nanebevzetí Panny Marie             | Kategorie „Church of the Assumption of the Virgin Mary (Cholina)“ na Wikimedia Commons              | Cholina                             | kulturní památka                                             | ...                 |            |
| kostel Nanebevzetí Panny Marie             | kostel Nanebevzetí Panny Marie             | Kategorie „Church of the Assumption of the Virgin Mary (Moravský Beroun)“ na Wikimedia Commons      | Moravský Beroun                     | kulturní památka                                             | ...                 |            |
| kostel Nanebevzetí Panny Marie             | kostel Nanebevzetí Panny Marie             | Kategorie „Church of the Assumption of the Virgin Mary (Nové Valteřice)“ na Wikimedia Commons       | Nové Valteřice, Moravský Beroun     | kulturní památka                                             | ...                 |            |
| kostel Nanebevzetí Panny Marie             | kostel Nanebevzetí Panny Marie             | Kategorie „Church of the Assumption (Renoty)“ na Wikimedia Commons                                  | Renoty, Uničov                      | ne                                                           | ...                 |            |
| kostel Nanebevzetí Panny Marie             | kostel Nanebevzetí Panny Marie             | Kategorie „Church of the Assumption of the Virgin Mary (Slatinice)“ na Wikimedia Commons            | Slatinice                           | kulturní památka                                             | ...                 |            |
| kostel Nanebevzetí Panny Marie             | kostel Nanebevzetí Panny Marie             | Kategorie „Church of the Assumption of the Virgin Mary (Uničov)“ na Wikimedia Commons               | Uničov                              | kulturní památka                                             | ...                 |            |
| kostel Nanebevzetí Panny Marie             | kostel Nanebevzetí Panny Marie             | Kategorie „Church of the Assumption of the Virgin Mary (Velký Týnec)“ na Wikimedia Commons          | Velký Týnec                         | kulturní památka                                             | ...                 |            |
| kostel Narození Panny Marie                | kostel Narození Panny Marie                | Kategorie „Church of the Nativity of the Virgin Mary (Tršice)“ na Wikimedia Commons                 | Tršice                              | kulturní památka                                             | ...                 |            |
| bazilika Navštívení Panny Marie            | bazilika Navštívení Panny Marie            | Kategorie „Basilica of the Visitation of the Virgin Mary“ na Wikimedia Commons                      | Svatý Kopeček, Olomouc              | národní kulturní památka                                     | ...                 |            |
| kostel Nejsvětější Trojice                 | kostel Nejsvětější Trojice                 | Kategorie „Holy Trinity Church (Šternberk)“ na Wikimedia Commons                                    | Šternberk                           | kulturní památka                                             | ...                 |            |
| kostel Neposkvrněného početí Panny Marie   | kostel Neposkvrněného početí Panny Marie   | Kategorie „Immaculate Conception Church in Olomouc“ na Wikimedia Commons                            | Olomouc                             | kulturní památka                                             | ...                 |            |
| kostel Očišťování Panny Marie              | kostel Očišťování Panny Marie              | Kategorie „Church of the Purification of Mary (Dub nad Moravou)“ na Wikimedia Commons               | Dub nad Moravou                     | kulturní památka                                             | ...                 |            |
| kostel Panny Marie Pomocné                 | kostel Panny Marie Pomocné                 | Kategorie „Church of Saint Mary of Help (Olomouc)“ na Wikimedia Commons                             | Olomouc                             | ne                                                           | ...                 |            |
| kostel Panny Marie Pomocnice křesťanů      | kostel Panny Marie Pomocnice křesťanů      | Kategorie „Church of Saint Mary of Help (Hodolany)“ na Wikimedia Commons                            | Hodolany, Olomouc                   | ne                                                           | ...                 |            |
| kostel Panny Marie Sněžné                  | kostel Panny Marie Sněžné                  | Kategorie „Church of Our Lady of the Snows (Olomouc)“ na Wikimedia Commons                          | Olomouc                             | kulturní památka                                             | ...                 |            |
| kostel Povýšení svatého Kříže              | kostel Povýšení svatého Kříže              | Kategorie „Church of the Exaltation of the Holy Cross (Město Libavá)“ na Wikimedia Commons          | Město Libavá, vojenský újezd Libavá | ne                                                           | ...                 |            |
| kostel Povýšení svatého Kříže              | kostel Povýšení svatého Kříže              | Kategorie „Church of the Exaltation of the Holy Cross (Moravský Beroun)“ na Wikimedia Commons       | Moravský Beroun                     | kulturní památka                                             | ...                 |            |
| kostel Povýšení svatého Kříže              | kostel Povýšení svatého Kříže              | Kategorie „Church of Exaltation of the Holy Cross (Uničov)“ na Wikimedia Commons                    | Uničov                              | kulturní památka                                             | ...                 |            |
| kostel Stětí svatého Jana Křtitele         | kostel Stětí svatého Jana Křtitele         | Kategorie „Church of the Beheading of Saint John the Baptist (Velká Bystřice)“ na Wikimedia Commons | Velká Bystřice                      | kulturní památka                                             | ...                 |            |
| kostel svatého Alfonse                     | kostel svatého Alfonse                     | Kategorie „Church of Saint Alfonso (Červenka)“ na Wikimedia Commons                                 | Červenka                            | ne                                                           | ...                 |            |
| kostel svaté Anny                          | kostel svaté Anny                          | Kategorie „Church of Saint Anne (Domašov nad Bystřicí)“ na Wikimedia Commons                        | Domašov nad Bystřicí                | ne                                                           | ...                 |            |
| kostel svaté Anny                          | kostel svaté Anny                          | Kategorie „Church of Saint Anne (Olomouc)“ na Wikimedia Commons                                     | Olomouc                             | národní kulturní památka (jakožto součást Olomouckého hradu) | někdy nazýván kaplí |            |
| kostel svaté Anny a svatého Jakuba Většího | kostel svaté Anny a svatého Jakuba Většího | Kategorie „Church of Saint Anne and Saint James the Greater (Stará Voda)“ na Wikimedia Commons      | Stará Voda, vojenský újezd Libavá   | kulturní památka                                             | ...                 |            |
| kostel svatého Antonína Paduánského        | kostel svatého Antonína Paduánského        | Kategorie „Church of Saint Anthony of Padua (Norberčany)“ na Wikimedia Commons                      | Norberčany                          | kulturní památka                                             | ...                 |            |
| kostel svaté Barbory                       | kostel svaté Barbory                       | Kategorie „Church of Saint Barbara (Chválkovice)“ na Wikimedia Commons                              | Chválkovice, Olomouc                | kulturní památka                                             | ...                 |            |
| kostel svaté Barbory                       | kostel svaté Barbory                       | Kategorie „Church of Saint Barbara (Štěpánov)“ na Wikimedia Commons                                 | Štěpánov                            | kulturní památka                                             | ...                 |            |
| kostel svatého Bartoloměje                 | kostel svatého Bartoloměje                 | Kategorie „Church of Saint Bartholomew (Dlouhá Loučka)“ na Wikimedia Commons                        | Dlouhá Loučka                       | kulturní památka                                             | ...                 |            |
| kostel svatého Bartoloměje                 | kostel svatého Bartoloměje                 | Kategorie „Church of Saint Bartholomew (Jívová)“ na Wikimedia Commons                               | Jívová                              | kulturní památka                                             | ...                 |            |
| kostel svatého Cyrila a Metoděje           | kostel svatého Cyrila a Metoděje           | Kategorie „Church of Saints Cyril and Methodius (Bystročice)“ na Wikimedia Commons                  | Bystročice                          | ne                                                           | ...                 |            |
| kostel svatého Cyrila a Metoděje           | kostel svatého Cyrila a Metoděje           | Kategorie „Church of Saints Cyril and Methodius (Doloplazy)“ na Wikimedia Commons                   | Doloplazy                           | ne                                                           | ...                 |            |
| kostel svatého Cyrila a Metoděje           | kostel svatého Cyrila a Metoděje           | Kategorie „Church of Saints Cyril and Methodius (Majetín)“ na Wikimedia Commons                     | Majetín                             | ne                                                           | ...                 |            |
| kostel svatého Cyrila a Metoděje           | kostel svatého Cyrila a Metoděje           | Kategorie „Church of Saints Cyril and Methodius (Olomouc)“ na Wikimedia Commons                     | Olomouc                             | kulturní památka                                             | ...                 |            |
| kostel svatého Filipa a Jakuba             | kostel svatého Filipa a Jakuba             | Kategorie „Church of Saints Philip and James (Litovel)“ na Wikimedia Commons                        | Litovel                             | kulturní památka                                             | ...                 |            |
| kostel svatého Filipa a Jakuba             | kostel svatého Filipa a Jakuba             | Kategorie „Church of Saints Philip and James (Olomouc)“ na Wikimedia Commons                        | Olomouc                             | ne                                                           | ...                 |            |
| kostel svatého Floriána                    | kostel svatého Floriána                    | Kategorie „Church of Saint Giles (Huzová)“ na Wikimedia Commons                                     | Moravská Huzová, Štěpánov           | ne                                                           | ...                 |            |
| kostel svatého Floriána                    | kostel svatého Floriána                    | Kategorie „Church of Saint Florian (Skrbeň)“ na Wikimedia Commons                                   | Skrbeň                              | ne                                                           | ...                 |            |
| kostel svatého Floriána                    | kostel svatého Floriána                    | Kategorie „Church of Saint Florian (Krčmaň)“ na Wikimedia Commons                                   | Krčmaň                              | ne                                                           | ...                 |            |
| kostel svatého Františka Serafinského      | kostel svatého Františka Serafinského      | Kategorie „Church of Saint Francis Seraphicus (Chudobín)“ na Wikimedia Commons                      | Chudobín, Litovel                   | kulturní památka                                             | ...                 |            |
| kostel svatého Františka Serafinského      |                                            | | Slavkov, Kozlov                     | ne                                                           | ...                 |            |
| kostel svatého Gottharda                   | kostel svatého Gottharda                   | Kategorie „Church of Saint Godehard (Bouzov)“ na Wikimedia Commons                                  | Bouzov                              | kulturní památka                                             | ...                 |            |
| kostel svatého Jakuba Většího              | kostel svatého Jakuba Většího              | Kategorie „Church of Saint James the Greater (Drahanovice)“ na Wikimedia Commons                    | Drahanovice                         | kulturní památka                                             | ...                 |            |
| kostel svatého Jakuba Staršího             | kostel svatého Jakuba Staršího             | Kategorie „Church of Saint James the Greater (Velký Újezd)“ na Wikimedia Commons                    | Velký Újezd                         | kulturní památka                                             | ...                 |            |
| kostel svatého Jana Křtitele               | kostel svatého Jana Křtitele               | Kategorie „Church of Saint John the Baptist (Bohuňovice)“ na Wikimedia Commons                      | Bohuňovice                          | kulturní památka                                             | ...                 |            |
| kostel svatého Jana Křtitele               | kostel svatého Jana Křtitele               | Kategorie „Church of Saint John the Baptist (Charváty)“ na Wikimedia Commons                        | Charváty                            | kulturní památka                                             | ...                 |            |
| kostel svatého Jana Křtitele               | kostel svatého Jana Křtitele               | Kategorie „Church of Saint John the Baptist (Luká)“ na Wikimedia Commons                            | Luká                                | ne                                                           | ...                 |            |
| kostel svatého Jana Křtitele               | kostel svatého Jana Křtitele               | Kategorie „Church of Saint John the Baptist (Újezd)“ na Wikimedia Commons                           | Újezd                               | kulturní památka                                             | ...                 |            |
| kostel svatého Jiljí                       | kostel svatého Jiljí                       | Kategorie „Church of Saint Giles (Huzová)“ na Wikimedia Commons                                     | Huzová                              | kulturní památka                                             | ...                 |            |
| kostel svatého Jiljí                       | kostel svatého Jiljí                       | Kategorie „Church of Saint Giles in Křelov“ na Wikimedia Commons                                    | Křelov, Křelov-Břuchotín            | ne                                                           | ...                 |            |
| kostel svatého Jiří                        | kostel svatého Jiří                        | Kategorie „Church of Saint George (Náklo)“ na Wikimedia Commons                                     | Náklo                               | kulturní památka                                             | ...                 |            |
| kostel svatého Josefa                      | kostel svatého Josefa                      | Kategorie „Church of Saint Joseph in Kozlov (Olomouc District)“ na Wikimedia Commons                | Kozlov                              | ne                                                           | ...                 |            |
| kostel svaté Kateřiny                      | kostel svaté Kateřiny                      | Kategorie „Church of Saint Catherine (Bílá Lhota)“ na Wikimedia Commons                             | Bílá Lhota                          | kulturní památka                                             | ...                 |            |
| kostel svaté Kateřiny                      | kostel svaté Kateřiny                      | Kategorie „Church of Saint Catherine (Olomouc)“ na Wikimedia Commons                                | Olomouc                             | kulturní památka                                             | ...                 |            |
| kostel svaté Kateřiny                      | kostel svaté Kateřiny                      | Kategorie „Church of Saint Catherine in Vilémov (Olomouc District)“ na Wikimedia Commons            | Vilémov                             | kulturní památka                                             | ...                 |            |
| kostel svaté Kláry                         | kostel svaté Kláry                         | Kategorie „Monastery of Poor Clares and Church of St. Clare (Olomouc)“ na Wikimedia Commons         | Olomouc                             | kulturní památka                                             | ...                 |            |
| kostel svaté Kunhuty                       | kostel svaté Kunhuty                       | Kategorie „Church of Saint Cunigunde (Náměšť na Hané)“ na Wikimedia Commons                         | Náměšť na Hané                      | ne                                                           | ...                 |            |
| kostel svaté Kunhuty                       | kostel svaté Kunhuty                       | Kategorie „Church of Saint Cunigunde (Paseka)“ na Wikimedia Commons                                 | Paseka                              | kulturní památka                                             | ...                 |            |
| kostel svatého Leonarda                    | kostel svatého Leonarda                    | Kategorie „Church of Saint Leonard (Hněvotín)“ na Wikimedia Commons                                 | Hněvotín                            | kulturní památka                                             | ...                 |            |
| kostel svatého Marka                       | kostel svatého Marka                       | Kategorie „Church of Saint Mark (Litovel)“ na Wikimedia Commons                                     | Litovel                             | kulturní památka                                             | ...                 |            |
| kostel svatého Martina                     | kostel svatého Martina                     | Kategorie „Church of Saint Martin (Domašov u Šternberka)“ na Wikimedia Commons                      | Domašov u Šternberka                | ne                                                           | ...                 |            |
| kostel svatého Martina                     | kostel svatého Martina                     | Kategorie „Kostel svatého Martina (Měrotín)“ na Wikimedia Commons                                   | Měrotín                             | kulturní památka                                             | ...                 |            |
| kostel svaté Maří Magdalény                | kostel svaté Maří Magdalény                | Kategorie „Church of Saint Mary Magdalene (Bouzov)“ na Wikimedia Commons                            | Bouzov                              | kulturní památka                                             | ...                 |            |
| kostel svaté Maří Magdalény                | kostel svaté Maří Magdalény                | Kategorie „Church of Saint Mary Magdalene (Mladějovice)“ na Wikimedia Commons                       | Mladějovice                         | ne                                                           | ...                 |            |
| kostel svaté Maří Magdalény                | kostel svaté Maří Magdalény                | Kategorie „Church of Saint Mary Magdalene (Senice na Hané)“ na Wikimedia Commons                    | Senice na Hané                      | kulturní památka                                             | ...                 |            |
| kostel svatého Matouše                     | kostel svatého Matouše                     | Kategorie „Church of Saint Matthew (Dolany)“ na Wikimedia Commons                                   | Dolany                              | kulturní památka                                             | ...                 |            |
| kostel svatého Matouše                     | kostel svatého Matouše                     | Kategorie „Church of Saint Matthew (Vsisko)“ na Wikimedia Commons                                   | Vsisko, Velký Týnec                 | ne                                                           | ...                 |            |
| kostel svatého Michaela                    | kostel svatého Michaela                    | Kategorie „Church of Saint Michael (Olomouc)“ na Wikimedia Commons                                  | Olomouc                             | kulturní památka                                             | ...                 |            |
| kostel svatého Mikuláše                    | kostel svatého Mikuláše                    | Kategorie „Church of Saint Nicholas (Horka nad Moravou)“ na Wikimedia Commons                       | Horka nad Moravou                   | kulturní památka                                             | ...                 |            |
| kostel svatého Mikuláše                    | kostel svatého Mikuláše                    | Kategorie „Church of Saint Nicholas (Štarnov)“ na Wikimedia Commons                                 | Štarnov                             | ne                                                           | ...                 |            |
| kostel svatého Mikuláše                    | kostel svatého Mikuláše                    | Kategorie „Church of Saint Nicholas (Šumvald)“ na Wikimedia Commons                                 | Šumvald                             | kulturní památka                                             | ...                 |            |
| kostel svatého Mořice                      | kostel svatého Mořice                      | Kategorie „Church of Saint Maurice (Olomouc)“ na Wikimedia Commons                                  | Olomouc                             | národní kulturní památka                                     | ...                 |            |
| kostel svatého Ondřeje                     | kostel svatého Ondřeje                     | Kategorie „Church of Saint Andrew (Olomouc)“ na Wikimedia Commons                                   | Slavonín, Olomouc                   | kulturní památka                                             | ...                 |            |
| kostel svatého Petra a Pavla               | kostel svatého Petra a Pavla               | Kategorie „Church of Saints Peter and Paul (Hlušovice)“ na Wikimedia Commons                        | Hlušovice                           | ne                                                           | ...                 |            |
| kostel svatého Petra a Pavla               | kostel svatého Petra a Pavla               | Kategorie „Church Saints Peter and Paul (Hraničné Petrovice)“ na Wikimedia Commons                  | Hraničné Petrovice                  | ne                                                           | ...                 |            |
| kostel svatého Petra a Pavla               | kostel svatého Petra a Pavla               | Kategorie „Kostel svatého Petra a Pavla (Medlov)“ na Wikimedia Commons                              | Medlov                              | kulturní památka                                             | ...                 |            |
| kostel svatého Petra a Pavla               | kostel svatého Petra a Pavla               | Kategorie „Church of Saints Peter and Paul (Těšetice)“ na Wikimedia Commons                         | Těšetice                            | ne                                                           | ...                 |            |
| kostel svatého Urbana                      | kostel svatého Urbana                      | Kategorie „Church of Saint Urban (Olomouc)“ na Wikimedia Commons                                    | Holice, Olomouc                     | ne                                                           | ...                 |            |
| katedrála svatého Václava                  | katedrála svatého Václava                  | Kategorie „Cathedral of Saint Wenceslaus (Olomouc)“ na Wikimedia Commons                            | Olomouc                             | národní kulturní památka (jakožto součást Olomouckého hradu) | ...                 |            |
| kostel svatého Václava                     | kostel svatého Václava                     | Kategorie „Church of Saint Wenceslaus (Pňovice)“ na Wikimedia Commons                               | Pňovice                             | ne                                                           | ...                 |            |
| kostel svatého Vavřince                    | kostel svatého Vavřince                    | Kategorie „Church of Saint Lawrence (Nová Hradečná)“ na Wikimedia Commons                           | Nová Hradečná                       | kulturní památka                                             | ...                 |            |
| kostel svatého Vavřince                    | kostel svatého Vavřince                    | Kategorie „Church of Saint Lawrence (Štěpánov)“ na Wikimedia Commons                                | Štěpánov                            | kulturní památka                                             | ...                 |            |
| kostel Zvěstování Panny Marie              | kostel Zvěstování Panny Marie              | Kategorie „Church of the Annunciation (Olomouc)“ na Wikimedia Commons                               | Olomouc                             | kulturní památka                                             | ...                 |            |
| kostel Zvěstování Panny Marie              | kostel Zvěstování Panny Marie              | Kategorie „Church of the Annunciation (Šternberk)“ na Wikimedia Commons                             | Šternberk                           | kulturní památka                                             | ...                 |            |
| kostel Navštívení Panny Marie              | kostel Navštívení Panny Marie              | Kategorie „Church of the Visitation of Our Lady (Troubelice)“ na Wikimedia Commons                  | Troubelice                          | ne                                                           | ...                 |            |

### Kostely jiných církví
| Název                                 | Obrázek                           | Galerie Commons                                                                           | Místo              | Ochrana          | Popis | Souřadnice |
| ------------------------------------- | --------------------------------- | ----------------------------------------------------------------------------------------- | ------------------ | ---------------- | ----- | ---------- |
| Červený kostel                        | Červený kostel                    | Kategorie „Červený kostel (Olomouc)“ na Wikimedia Commons                                 | Olomouc            | kulturní památka | ...   |            |
| evangelický kostel v Drahanovicích    |                                   |                                                                                           | Drahanovice        | ne               | ...   |            |
| evangelický kostel v Olomouci         | evangelický kostel v Olomouci     | Kategorie „Evangelical church in Olomouc“ na Wikimedia Commons                            | Olomouc            | kulturní památka | ...   |            |
| Husův sbor                            | Husův sbor                        | Kategorie „Husův sbor (Hodolany)“ na Wikimedia Commons                                    | Hodolany, Olomouc  | ne               | ...   |            |
| Husův sbor                            | Husův sbor                        | Kategorie „Hussite church in Litovel“ na Wikimedia Commons                                | Litovel            | ne               | ...   |            |
| Husův sbor                            | Husův sbor                        | Kategorie „Husův sbor (Olomouc)“ na Wikimedia Commons                                     | Olomouc            | kulturní památka | ...   |            |
| Husův sbor                            | Husův sbor                        |                                                                                           | Troubelice         | ne               | ...   |            |
| Husův sbor                            | Husův sbor                        |                                                                                           | Velká Bystřice     | ne               | ...   |            |
| kostel Církve československé husitské |                                   |                                                                                           | Bílá Lhota         | ne               | ...   |            |
| kostel svatého Cyrila a Metoděje      | kostel svatého Cyrila a Metoděje  | Kategorie „Hussite church of Saints Cyril and Methodius (Chudobín)“ na Wikimedia Commons  | Chudobín, Litovel  | kulturní památka | ...   |            |
| kostel svatého Cyrila a Metoděje      | kostel svatého Cyrila a Metoděje  | Kategorie „Orthodox church of Saints Cyril and Methodius (Chudobín)“ na Wikimedia Commons | Chudobín, Litovel  | kulturní památka | ...   |            |
| chrám svatého Gorazda                 | kostel svatého Gorazda            | Kategorie „Olomouc Orthodox Church“ na Wikimedia Commons                                  | Olomouc            | kulturní památka | ...   |            |
| kostel svatého Gorazda                | kostel svatého Gorazda            |                                                                                           | Vilémov            | ne               | ...   |            |
| kostel svaté Ludmily                  | kostel svaté Ludmily              | Kategorie „Church of Saint Ludmila (Řimice)“ na Wikimedia Commons                         | Řimice, Bílá Lhota | ne               | ...   |            |
| kostel svatého Prokopa Sázavského     | kostel svatého Prokopa Sázavského | Kategorie „Church of Saint Procopius (Štěpánov)“ na Wikimedia Commons                     | Štěpánov           | ne               | ...   |            |
| kostel svatého Václava                | kostel svatého Václava            | Kategorie „Saint Wenceslaus Orthodox church in Střemeníčko“ na Wikimedia Commons          | Střemeníčko, Luká  | ne               | ...   |            |
| sbor Prokopa Holého                   | sbor Prokopa Holého               | Kategorie „Prokop Holý church (Olomouc)“ na Wikimedia Commons                             | Černovír, Olomouc  | ne               | ...   |            |

## Zaniklé kostely

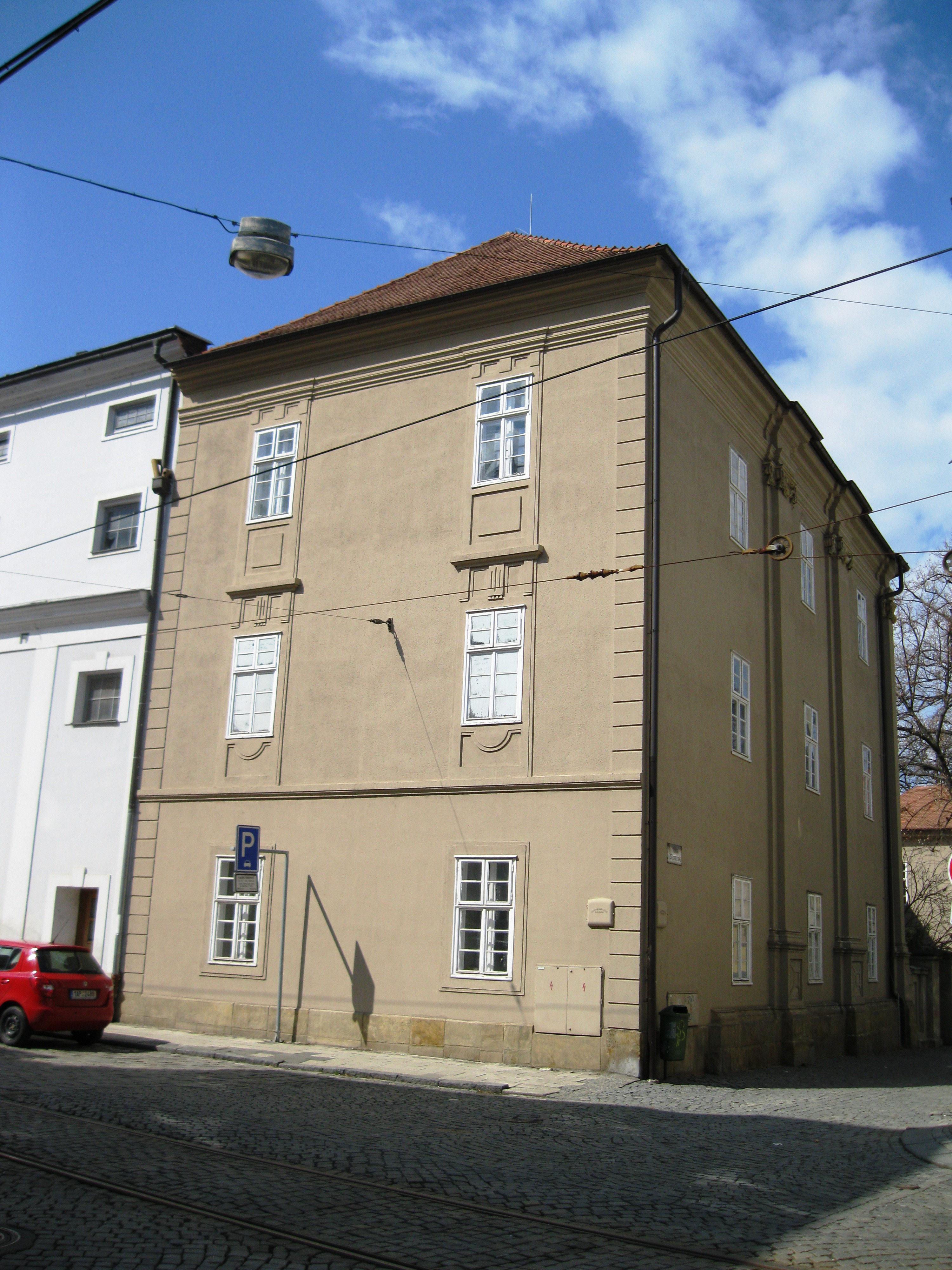
Zrušený kostel Svatých schodů, kulturní památka.

- kostel Panny Marie na Předhradí, Olomouc
- kostel svatého Blažeje, Olomouc
- kostel svatého Ducha, Olomouc
- kostel svatého Jakuba, Olomouc
- kostel svaté Maří Magdaleny, Olomouc
- kostel svatého Petra, Olomouc
- kostel Svatých schodů, Olomouc
- kostel svatého Štěpána, Klášterní Hradisko, Olomouc
- kostel Všech svatých, Olomouc
- klášterní kostel v Dolanech
- kostel v Olejovicích, vojenský újezd Libavá, zde veden jako kaple